# Delegati dal New Jersey al Congresso degli Stati Uniti d'America

Mappa dei distretti del New Jersey dal 2023

Sin dall'ammissione all'Unione come stato, avvenuta nel 1787, il New Jersey è rappresentato al Congresso degli Stati Uniti da una delegazione al Senato e alla Camera dei rappresentanti. Ogni stato elegge due senatori con mandati di sei anni, a prescindere dalla popolazione dello stato; quelli del New Jersey appartengono alle classi 1 e 2. Elegge inoltre un numero di rappresentanti alla Camera in numero proporzionale alla popolazione, ogni due anni; è attualmente rappresentato alla Camera dei rappresentanti da dodici delegati, eletti in distretti uninominali con il sistema first-past-the-post.
Essendo il numero dei rappresentanti proporzionale alla popolazione dello stato, la rappresentanza alla Camera è variata nel corso della storia dello stato, da un minimo di 4 ad un massimo di 15 rappresentanti. L'ultimo censimento del 2020 ha confermato il numero di dodici rappresentanti. Il tredicesimo distretto era stato abolito nel 2013, in seguito al censimento del 2010.

## Camera dei rappresentanti

### Delegati attuali
La delegazione alla camera dei rappresentanti ha un totale di 12 membri in carica, 9 democratici e 3 repubblicani.
| Distretto | Rappresentante        | Partito      | CPVI (2025) | Inizio mandato    | Mappa del distretto |
| --------- | --------------------- | ------------ | ----------- | ----------------- | ------------------- |
| 1°        | Donald Norcross       | Democratico  | D+10        | 12 novembre 2014  |                     |
| 2°        | Jeff Van Drew         | Repubblicano | R+5         | 3 gennaio 2019    |                     |
| 3°        | Herb Conaway          | Democratico  | D+5         | 3 gennaio 2025    |                     |
| 4°        | Chris Smith           | Repubblicano | R+14        | 3 gennaio 1981    |                     |
| 5°        | Josh Gottheimer       | Democratico  | D+2         | 3 gennaio 2017    |                     |
| 6°        | Frank Pallone         | Democratico  | D+5         | 8 novembre 1988   |                     |
| 7°        | Thomas Kean Jr.       | Repubblicano | EVEN        | 3 gennaio 2023    |                     |
| 8°        | Rob Menendez          | Democratico  | D+15        | 3 gennaio 2023    |                     |
| 9°        | Nellie Pou            | Democratico  | D+2         | 3 gennaio 2025    |                     |
| 10°       | LaMonica McIver       | Democratico  | D+27        | 18 settembre 2024 |                     |
| 11°       | Mikie Sherrill        | Democratico  | D+5         | 2 novembre 2019   |                     |
| 12°       | Bonnie Watson Coleman | Democratico  | D+13        | 3 gennaio 2015    |                     |

## Senato degli Stati Uniti d'America
| Senatore                       | Congresso                       | Senatore                          |
| Classe 1                       | Congresso                       | Classe 2                          |
| ------------------------------ | ------------------------------- | --------------------------------- |
| Jonathan Elmer (Pro-Amm)       | 1                               | William Paterson (Pro-Amm)        |
| Jonathan Elmer (Pro-Amm)       | 1                               | Philemon Dickinson (Pro-Amm)      |
| John Rutherfurd (Pro-Amm)      | 2                               |                                   |
| John Rutherfurd (Pro-Amm)      | 3                               | Frederick Frelinghuysen (Pro-Amm) |
| John Rutherfurd (F)            | 4                               | Frederick Frelinghuysen (F)       |
| John Rutherfurd (F)            | 4                               | Richard Stockton (F)              |
| John Rutherfurd (F)            | 5                               |                                   |
| Franklin Davenport (F)         |                                 |                                   |
| James Schureman (F)            | 6                               | Jonathan Dayton (F)               |
| Aaron Ogden (F)                | 6                               | Jonathan Dayton (F)               |
| 7                              |                                 | Jonathan Dayton (F)               |
| John Condit (D-R)              | 8                               | Jonathan Dayton (F)               |
| John Condit (D-R)              | 9                               | Aaron Kitchell (D-R)              |
| John Condit (D-R)              | 10                              | Aaron Kitchell (D-R)              |
| John Lambert (D-R)             | 11                              | Aaron Kitchell (D-R)              |
| John Lambert (D-R)             | 11                              | John Condit (D-R)                 |
| John Lambert (D-R)             | 12                              |                                   |
| John Lambert (D-R)             | 13                              |                                   |
| James J. Wilson (D-R)          | 14                              |                                   |
| James J. Wilson (D-R)          | 15                              | Mahlon Dickerson (D-R)            |
| James J. Wilson (D-R)          | 16                              | Mahlon Dickerson (D-R)            |
| Samuel L. Southard (D-R)       |                                 | Mahlon Dickerson (D-R)            |
| 17                             |                                 | Mahlon Dickerson (D-R)            |
| Joseph McIlvaine (D-R)         | 18                              | Mahlon Dickerson (D-R)            |
| Joseph McIlvaine (Anti-J)      | 19                              | Mahlon Dickerson (J)              |
| Ephraim Bateman (Anti-J)       | 19                              | Mahlon Dickerson (J)              |
| 20                             |                                 | Mahlon Dickerson (J)              |
| Mahlon Dickerson (J)           |                                 | Mahlon Dickerson (J)              |
| 21                             | Theodore Frelinghuysen (Anti-J) |                                   |
| 22                             | Theodore Frelinghuysen (Anti-J) |                                   |
| Samuel L. Southard (Anti-J)    | Theodore Frelinghuysen (Anti-J) | 23                                |
| Samuel L. Southard (Anti-J)    | 24                              | Garret D. Wall (J)                |
| Samuel L. Southard (W)         | 25                              | Garret D. Wall (D)                |
| Samuel L. Southard (W)         | 26                              | Garret D. Wall (D)                |
| Samuel L. Southard (W)         | 27                              | Jacob W. Miller (W)               |
| William L. Dayton (W)          | 27                              | Jacob W. Miller (W)               |
| 28                             |                                 | Jacob W. Miller (W)               |
| 29                             |                                 | Jacob W. Miller (W)               |
| 30                             |                                 | Jacob W. Miller (W)               |
| 31                             |                                 | Jacob W. Miller (W)               |
| Robert F. Stockton (D)         | 32                              | Jacob W. Miller (W)               |
| John Renshaw Thomson (D)       | 33                              | William Wright (D)                |
| John Renshaw Thomson (D)       | 34                              | William Wright (D)                |
| John Renshaw Thomson (D)       | 35                              | William Wright (D)                |
| John Renshaw Thomson (D)       | 36                              | John C. Ten Eyck (R)              |
| John Renshaw Thomson (D)       | 37                              | John C. Ten Eyck (R)              |
| Richard Stockton Field (R)     |                                 | John C. Ten Eyck (R)              |
| James Walter Wall (D)          |                                 | John C. Ten Eyck (R)              |
| William Wright (D)             | 38                              | John C. Ten Eyck (R)              |
| William Wright (D)             | 39                              | John P. Stockton (D)              |
| Frederick T. Frelinghuysen (R) | 39                              | Alexander G. Cattell (R)          |
| Frederick T. Frelinghuysen (R) | 40                              | Alexander G. Cattell (R)          |
| John P. Stockton (D)           | 41                              | Alexander G. Cattell (R)          |
| John P. Stockton (D)           | 42                              | Frederick T. Frelinghuysen (R)    |
| John P. Stockton (D)           | 43                              | Frederick T. Frelinghuysen (R)    |
| Theodore F. Randolph (D)       | 44                              | Frederick T. Frelinghuysen (R)    |
| Theodore F. Randolph (D)       | 45                              | John R. McPherson (D)             |
| Theodore F. Randolph (D)       | 46                              | John R. McPherson (D)             |
| William Joyce Sewell (R)       | 47                              | John R. McPherson (D)             |
| William Joyce Sewell (R)       | 48                              | John R. McPherson (D)             |
| William Joyce Sewell (R)       | 49                              | John R. McPherson (D)             |
| Rufus Blodgett (D)             | 50                              | John R. McPherson (D)             |
| Rufus Blodgett (D)             | 51                              | John R. McPherson (D)             |
| Rufus Blodgett (D)             | 52                              | John R. McPherson (D)             |
| James Smith, Jr. (D)           | 53                              | John R. McPherson (D)             |
| James Smith, Jr. (D)           | 54                              | William Joyce Sewell (R)          |
| James Smith, Jr. (D)           | 55                              | William Joyce Sewell (R)          |
| John Kean (R)                  | 56                              | William Joyce Sewell (R)          |
| John Kean (R)                  | 57                              | William Joyce Sewell (R)          |
| John Kean (R)                  | John F. Dryden (R)              |                                   |
| John Kean (R)                  | 58                              |                                   |
| John Kean (R)                  | 59                              |                                   |
| John Kean (R)                  | 60                              | Frank O. Briggs (R)               |
| John Kean (R)                  | 61                              | Frank O. Briggs (R)               |
| James Edgar Martine (D)        | 62                              | Frank O. Briggs (R)               |
| James Edgar Martine (D)        | 63                              | William Hughes (D)                |
| James Edgar Martine (D)        | 64                              | William Hughes (D)                |
| Joseph S. Frelinghuysen (R)    | 65                              | William Hughes (D)                |
| Joseph S. Frelinghuysen (R)    | 65                              | David Baird (R)                   |
| Joseph S. Frelinghuysen (R)    | 66                              | Walter Evans Edge (R)             |
| Joseph S. Frelinghuysen (R)    | 67                              | Walter Evans Edge (R)             |
| Edward I. Edwards (D)          | 68                              | Walter Evans Edge (R)             |
| Edward I. Edwards (D)          | 69                              | Walter Evans Edge (R)             |
| Edward I. Edwards (D)          | 70                              | Walter Evans Edge (R)             |
| Hamilton Fish Kean (R)         | 71                              | Walter Evans Edge (R)             |
| Hamilton Fish Kean (R)         | 71                              | David Baird, Jr. (R)              |
| Hamilton Fish Kean (R)         | 71                              | Dwight Morrow (R)                 |
| Hamilton Fish Kean (R)         | 72                              |                                   |
| Hamilton Fish Kean (R)         | William Warren Barbour (R)      |                                   |
| Hamilton Fish Kean (R)         | 73                              |                                   |
| A. Harry Moore (D)             | 74                              |                                   |
| A. Harry Moore (D)             | 75                              | William H. Smathers (D)           |
| John Gerald Milton (D)         | 75                              | William H. Smathers (D)           |
| William Warren Barbour (R)     | 75                              | William H. Smathers (D)           |
| 76                             |                                 | William H. Smathers (D)           |
| 77                             |                                 | William H. Smathers (D)           |
| 78                             | Albert W. Hawkes (R)            |                                   |
| 78                             | Albert W. Hawkes (R)            | Arthur Walsh (D)                  |
| 78                             | Albert W. Hawkes (R)            | Howard Alexander Smith (R)        |
| 79                             | Albert W. Hawkes (R)            |                                   |
| 80                             | Albert W. Hawkes (R)            |                                   |
| 81                             | Robert C. Hendrickson (R)       |                                   |
| 82                             | Robert C. Hendrickson (R)       |                                   |
| 83                             | Robert C. Hendrickson (R)       |                                   |
| 84                             | Clifford P. Case (R)            |                                   |
| 85                             | Clifford P. Case (R)            |                                   |
| Harrison A. Williams (D)       | Clifford P. Case (R)            | 86                                |
| Harrison A. Williams (D)       | Clifford P. Case (R)            | 87                                |
| Harrison A. Williams (D)       | Clifford P. Case (R)            | 88                                |
| Harrison A. Williams (D)       | Clifford P. Case (R)            | 89                                |
| Harrison A. Williams (D)       | Clifford P. Case (R)            | 90                                |
| Harrison A. Williams (D)       | Clifford P. Case (R)            | 91                                |
| Harrison A. Williams (D)       | Clifford P. Case (R)            | 92                                |
| Harrison A. Williams (D)       | Clifford P. Case (R)            | 93                                |
| Harrison A. Williams (D)       | Clifford P. Case (R)            | 94                                |
| Harrison A. Williams (D)       | Clifford P. Case (R)            | 95                                |
| Harrison A. Williams (D)       | 96                              | Bill Bradley (D)                  |
| Harrison A. Williams (D)       | 97                              | Bill Bradley (D)                  |
| Nicholas F. Brady (R)          |                                 | Bill Bradley (D)                  |
| Frank Lautenberg (D)           |                                 | Bill Bradley (D)                  |
| 98                             |                                 | Bill Bradley (D)                  |
| 99                             |                                 | Bill Bradley (D)                  |
| 100                            |                                 | Bill Bradley (D)                  |
| 101                            |                                 | Bill Bradley (D)                  |
| 102                            |                                 | Bill Bradley (D)                  |
| 103                            |                                 | Bill Bradley (D)                  |
| 104                            |                                 | Bill Bradley (D)                  |
| 105                            | Robert Torricelli (D)           |                                   |
| 106                            | Robert Torricelli (D)           |                                   |
| Jon Corzine (D)                | Robert Torricelli (D)           | 107                               |
| Jon Corzine (D)                | 108                             | Frank Lautenberg (D)              |
| Jon Corzine (D)                | 109                             | Frank Lautenberg (D)              |
| Bob Menendez (D)               |                                 | Frank Lautenberg (D)              |
| 110                            |                                 | Frank Lautenberg (D)              |
| 111                            |                                 | Frank Lautenberg (D)              |
| 112                            |                                 | Frank Lautenberg (D)              |
| 113                            |                                 | Frank Lautenberg (D)              |
| Jeffrey Chiesa (R)             |                                 |                                   |
| Cory Booker (D)                |                                 |                                   |
| 114                            |                                 |                                   |
| 115                            |                                 |                                   |
| 116                            |                                 |                                   |
| 117                            |                                 |                                   |
| 118                            |                                 |                                   |
| George Helmy (D)               |                                 |                                   |
| Andy Kim (D)                   | 119                             |                                   |